# Quick Charge

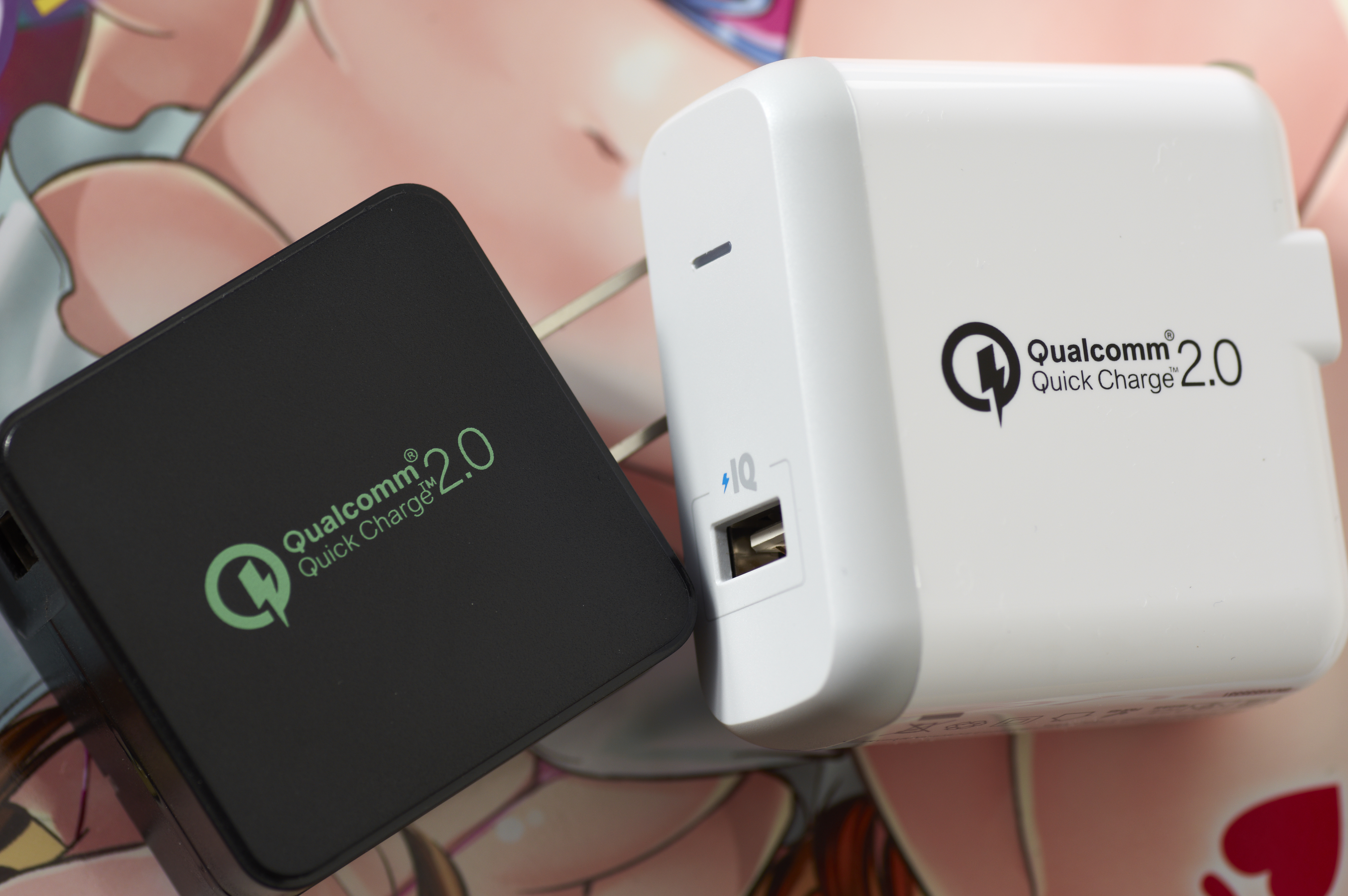
Chargeurs supportant le Quick Charge

Quick Charge est un protocole de charge propriétaire figurant dans les SOC de Qualcomm, utilisé dans des appareils tels que les téléphones mobiles, pour gérer l'alimentation fournie via USB, principalement en communiquant avec l'alimentation électrique et en négociant une tension.
Il augmente la tension et charge ainsi les batteries des appareils plus rapidement que ne le permettent les débits USB standard. Quick Charge 2.0 et les versions ultérieures sont principalement utilisés dans les adaptateurs muraux, mais sont également implémentés dans les chargeurs de voiture et les banques d'alimentation (pour l'entrée et la sortie d'alimentation).
Quick Charge est également la base d'autres systèmes de charge rapide exclusifs développés par d'autres fabricants.

## Détails
Quick Charge est une technologie propriétaire qui permet de charger des appareils alimentés par batterie, principalement des téléphones portables, à des niveaux de puissance dépassant les 5 volts et 2 ampères autorisés par les normes USB de base. De nombreuses autres sociétés ont leurs propres technologies concurrentes, notamment MediaTek Pump Express et OPPO VOOC (sous licence OnePlus sous le nom de «Dash Charge» ).
Bien qu'il ne soit pas publiquement documenté, le protocole (par exemple les négociations de tension entre l'appareil et le chargeur) a fait l'objet d'une ingénierie inverse,.
Pour utiliser Quick Charge, l'hôte fournissant l'alimentation et l'appareil doivent tous deux la prendre en charge. En 2012, le USB Implementers Forum a annoncé que la norme USB Power Delivery (USB PD) avait été finalisé, permettant aux appareils de consommer jusqu'à 100 watts de puissance sur des ports USB compatibles. Cette nouvelle technologie a été vue pour la première fois dans un prototype Xiaomi Mi Mix 3 qui s'est chargé de 1 % à 100 % en 17 minutes.
Quick Charge 2.0 a introduit une fonctionnalité optionnelle appelée Dual Charge (initialement appelée Parallel Charging). Dual Charge utilise deux PMIC pour diviser l'alimentation en 2 flux afin de réduire la température du téléphone.
Quick Charge 3.0 a introduit INOV (Intelligent Negotiation for Optimal Voltage / négociation intelligente pour une tension optimale), technologies d'économie de batterie, HVDCP + et Dual Charge + en option. INOV est un algorithme qui détermine le transfert de puissance optimal tout en maximisant l'efficacité. Battery Saver Technologies vise à maintenir au moins 80 % de sa capacité de charge d'origine après 500 cycles de charge. Qualcomm affirme que Quick Charge 3.0 est jusqu'à 4–6 °C plus froid, 16 % plus rapide et 38 % plus efficace que Quick Charge 2.0, et que Quick Charge 3.0 avec Dual Charge + est jusqu'à 7–8 ° C plus froid, 27 % plus rapide et 45 % plus efficace que Quick Charge 2.0 avec Dual Charge.
Quick Charge 4 a été annoncé en décembre 2016 aux côtés du Snapdragon 835 . Quick Charge 4 comprend HVDCP++, Dual Charge++ en option, INOV 3.0 et Battery Saver Technologies 2. Il est compatible avec USB-C et USB PD spécification, prise en charge du repli vers USB PD si le chargeur ou l'appareil n'est pas compatible. Il comporte également des mesures de sécurité supplémentaires pour se protéger contre les surtensions, les surintensités et la surchauffe, ainsi que la détection de la qualité des câbles. Qualcomm affirme que Quick Charge 4 avec Dual Charge ++ est jusqu'à 5 °C plus froid, 20 % plus rapide et 30 % plus efficace que Quick Charge 3.0 avec Dual Charge +.
Quick Charge 4+ a été annoncé le 1er juin 2017. Il présente un équilibrage thermique intelligent et des fonctionnalités de sécurité avancées pour éliminer les points chauds et protéger contre la surchauffe et les courts-circuits ou les dommages au connecteur USB-C. Dual Charge++ est obligatoire, alors que dans les versions précédentes, Dual Charge était optionnel,.
Quick Charge 5 a été annoncé le 27 juillet 2020. Une puissance allant jusqu'à 100 W et sur un mobile avec une batterie de 4 500 mAh, Qualcomm promet 50 % en seulement 5 minutes de charge. Qualcomm a annoncé que cette norme est compatible avec l'alimentation programmable USB PD PPS, et que sa technologie peut communiquer avec le chargeur lors de la charge de cellules doubles et doubler la tension et l'ampérage. Par exemple, une seule batterie demande 8,8 V de puissance. La double cellule peut alors demander au chargeur PPS de produire 17,6 V et le diviser en deux pour les deux batteries séparées, en tirant 5,6 ampères au total pour obtenir 100 watts.

### Quick Charge pour l'alimentation sans fil
Le 25 février 2019, Qualcomm a annoncé Quick Charge for Wireless Power (Quick Charge pour l'alimentation sans fil). Quick Charge for Wireless Power utilise la norme Qi du Wireless Power Consortium si le chargeur ou l'appareil n'est pas compatible.

## Versions
| La technologie   | Tension | Courant max                          | Puissance maximale                      | Nouvelles fonctionnalités | Date de sortie | Remarques                                                                                      |
| ---------------- | --- | ------------------------------------ | --------------------------------------- | --- | -------------- | ---------------------------------------------------------------------------------------------- |
| Quick Charge 1.0 | jusqu'à 6,3 V | 2 A                                  | 10 W                                    | - AICL (Automatic Input Current Limit/limite de courant d'entrée automatique) - APSD (Automatic Power Source Detection / détection automatique de la source d'alimentation) | 2013           | Snapdragon 215, 600 ,                                                                          |
| Quick Charge 2.0 | Classe A : 5 V, 9 V, 12 V Classe B : 5 V, 9 V, 12 V, 20 V | 1,67 A, 2 A ou 3 A                   | 18 W (9 V⋅2 A)                          | - HVDCP (High Voltage Dedicated Charging Port / port de charge dédié haute tension) - Dual Charge (facultatif)                                                              | 2014           | Snapdragon 200, 208, 210, 212, 400, 410, 412, 415, 425, 610, 615, 616, 800, 801, 805, 808, 810 |
| Quick Charge 3.0 | De 3,6 V à 22 V en étapes de 200 mV | 2.6 A ou 4,6 A                       | 36 W (12 V⋅3 A)                         | - HVDCP + - Dual Charge+ (facultatif) - INOV 1.0 et 2.0 - Technologies d'économie de batterie                                                                               | 2016           | Snapdragon 427, 430, 435, 450, 617, 620, 625, 626, 632, 650, 652, 653, 665, 820, 821           |
| Quick Charge 4   | De 3,6 V à 20 V en étapes de 20 mV via QC 5 V, 9 V via USB PD 3 V à 21 V en étapes de 20 mV via USB PD 3.0 PPS (alimentation électrique programmable / Programmable Power Supply) | 2.6 A ou 4,6 A via QC 3 A via USB PD | 100 W (20 V⋅5 A) via QC 27 W via USB PD | - HVDCP++ - Dual Charge++ (facultatif) - INOV 3.0 - Technologies d'économie de batterie 2 - USB PD compatible                                                               | 2017           | Snapdragon 630, 636, 660, 710,, 835 ,                                                          |
| Quick Charge 4+  | De 3,6 V à 20 V en étapes de 20 mV via QC 5 V, 9 V via USB PD 3 V à 21 V en étapes de 20 mV via USB PD 3.0 PPS (alimentation électrique programmable / Programmable Power Supply) | 2.6 A ou 4,6 A via QC 3 A via USB PD | 100 W (20 V⋅5 A) via QC 27 W via USB PD | - Dual Charge++ (obligatoire) - Équilibrage thermique intelligent - Fonctions de sécurité avancées                                                                          | 2017           | Snapdragon 670, 675, 720G, 712, 730, 730G, 845, 855, 865,                                      |
| Quick Charge 5   | |                                      | 100 W +                                 | - 100 W + puissance de charge - 100% en 15 minutes - Meilleure gestion thermique (pas plus de 40 ° C) - Double charge                                                       | 2020           | Snapdragon 865, 865+                                                                           |

## Autres protocoles de charge

### Protocoles basés sur la charge rapide
Remarque: ils sont compatibles avec les chargeurs compatibles Quick Charge.
- TurboPower (Motorola)
- Mi Fast Charging (Xiaomi / Redmi)
- Adaptive Fast Charging (Samsung)
- BoostMaster (Asus)
- Dual-Engine Fast Charging (Vivo)

### Autres protocoles propriétaires
- VOOC (Oppo)
- SuperCharge (Huawei)
- Dash Charge (OnePlus)
- Pump Express (MediaTek)
- Super FlashCharge (Vivo)
- Dart Charge (Realme)
- XCHARGE (Infinix)